# Benedetto da Maiano

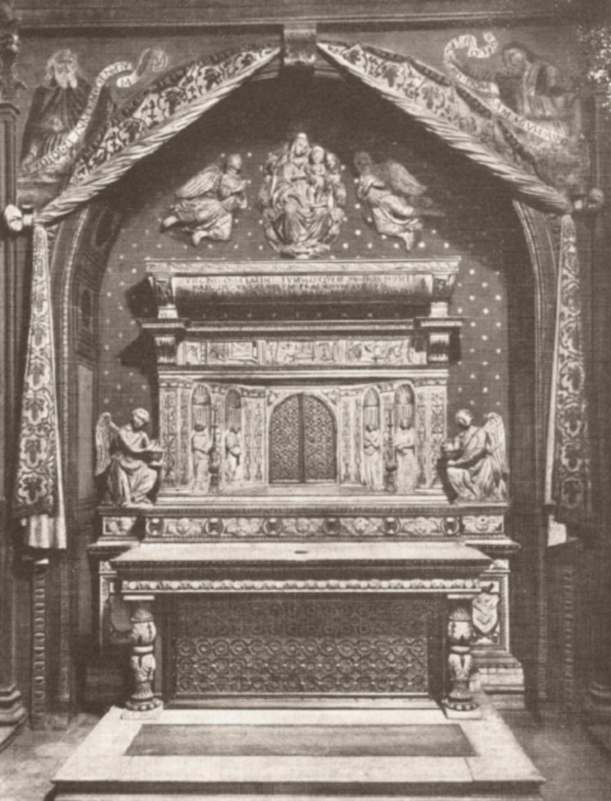
Altar de Santa Fina.

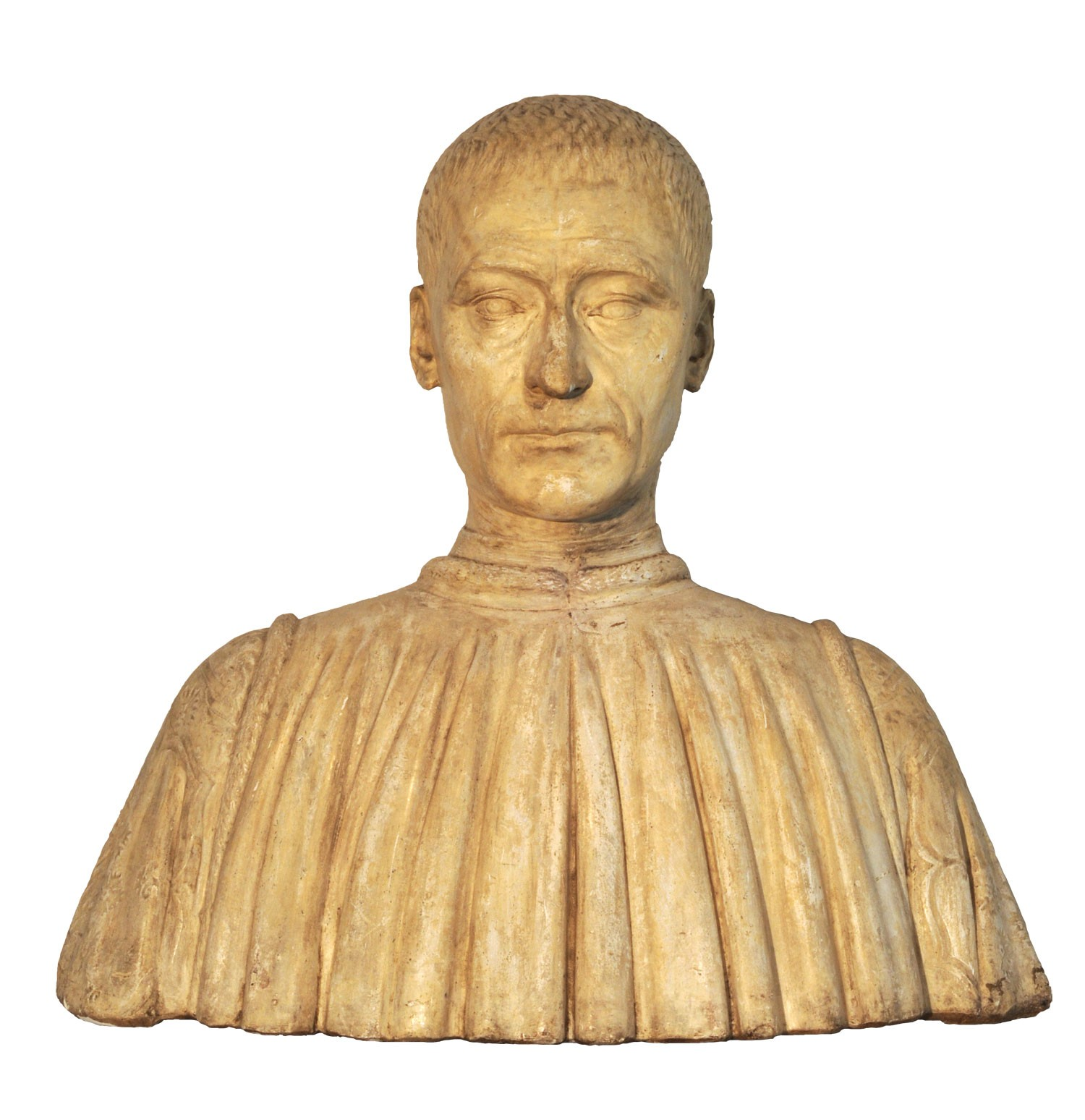
Filippo Strozzi

Benedetto da Maiano, de verdadero nombre Benedetto de Leonardo, natural de Maiano, lugar próximo a Florencia (1442 - 24 de mayo de 1497) fue un destacado arquitecto y escultor del Renacimiento florentino.
Su obra encaja de un modo perfecto en el tono propio de la Florencia del siglo XV y, sin ser el mayor de los artistas del momento, cabe ser considerado como arquetipo; su sobriedad y reserva expresiva, su neto y puro concepto de la forma, su depurada elegancia es muy florentina. Su más perfecto y equilibrado ejemplo es el Palacio Strozzi que Benedetto hizo en el corazón de la ciudad.

## Trayectoria
En los primeros tiempos colaboró con su hermano Giuliano de Maiano: las primeras obras de Benedetto fueron altares y tumbas en el interior de capillas realizadas por su hermano. El altar de Santa Fina (1475) en la capital de San Gimignano; el púlpito de Santa Croce de Florencia (terminado en 1475), de curiosa disposición en su escalera que atraviesa el pilar a que va adosada. De 1476 es la tumba de San Sabino en la catedral de Faenza. La tumba de María de Aragón, duquesa de Amalfi, comenzada por Bernardo Rossellino, para Santa Ana de los Lombardos en Nápoles fue concluida por Benedetto y en 1489 hizo el altar de Mastrogiudice en la misma iglesia. Para Santa María Novella llevó a cabo la tumba de Filippo Strozzi (1491).
Tenía por costumbre trabajar con bocetos, o modelos, ejecutados en tierra cocida. En el momento de su muerte abundaban en su taller este tipo de obras, entre ellas las realizadas para la Puerta Capuana de Nápoles, cuyas estatuas comenzó y no acabó. Sus retratos ofrecen relación con los bustos romanos antiguos, como ocurre destacadamente en el que hizo a Pietro Mellini (Museo Nazionale, Florencia), pero más característicamente florentinos y de la época son otros, de los que puede ser considerado ejemplo mayor el de Filippo Strozzi (Museo del Louvre), severo, elegante y con ese aire cortante, muy florentino; Benedetto, satisfecho de su obra,la firmó-
Como decorador, aparte de su labor en las capillas de su hermano, intervino en el Santuario de Loreto y en el Palazzo Vecchio de Florencia.
Su producción arquitectónica resplandece sobre todo en dos piezas de primer orden: el Palacio Strozzi, citado anteriormente, comenzado en 1489 y concluido después de su muerte por el Cronaca, quien hizo la magnífica cornisa; el edificio ha sido atribuido alguna vez a Giuliano da Sangallo, que influyó claramente en Benedetto; sin embargo, este logra aquí una composición más monumental y simétrica, más equilibrada y perfectamente calculada en sus proporciones: altura y anchura, de los pisos entre sí y el acertado reparto de huecos y macizos. La otra obra es muy diferente y una de las más gráciles y bellas de todo el Quattrocento italiano: la logia de la iglesia de Santa María delle Grazie, en Arezzo, obra que partiendo de lo brunelleschiano alcanza una elegancia, un ritmo de proporciones, una exquisitez decorativa, pocas veces superada; la quebradiza finura y gracia, la casi inmaterialidad de las arquitecturas y pórticos que los pintores de la época nos ofrecen en los fondos de sus composiciones, se hacen aquí insospechada e insuperable realidad, gracias a una poco común sensibilidad poética y a una indudable sabiduría y maestría de oficio.